# 新西蘭王國
紐西蘭王國（英語：Realm of New Zealand）是15個英聯邦王國之一，國家元首為紐西蘭君主查爾斯三世。紐西蘭王國由獨立主權國家紐西蘭及其附屬領土托克勞、南極羅斯屬地，加上聯繫邦庫克群島、紐埃組成，並非聯邦制。庫克群島與紐埃的國防與外交事務主要由紐西蘭負責，但依然擁有各自的權力。

## 總督
紐西蘭總督為國家元首紐西蘭君主在紐西蘭王國境內的全權代表。不過在庫克群島及托克勞兩地，總督的職權則分別由庫克群島國王代表及托克勞行政長官代理。紐西蘭君主通常會依據紐西蘭總理的提名任命紐西蘭總督。

## 組成部分

### 新西兰
紐西蘭本土共劃分為：
- 16個地方：16個地方議會管轄範圍包括紐西蘭北島、南島及其附屬島嶼。
- 查塔姆群島領地：位於紐西蘭東邊，全境在查塔姆群島議會管轄範圍內。
- 域外領土：不在地方政府管轄範圍內的離島，包括位於紐西蘭北方的克馬德克群島、三王群島及南方亞南極群島。

### 聯繫邦

#### 庫克群島
庫克群島是與紐西蘭維持自由聯合關係的自治國家，紐西蘭國會並無權力單方面通過庫克群島的法案。紐西蘭負責庫克羣島的外交及國防事務，但必須聽從其意見並經其同意。不過庫克群島仍然擁有獨自與其他國家開展外交的權力，並且參與世界衛生組織等國際機構。由於紐西蘭總督常居於紐西蘭，因此庫克群島憲法另外設立與總督互不隸屬的庫克群島國王代表，代理總督於當地的職權。

#### 纽埃
紐埃是與紐西蘭維持自由聯合關係的自治國家，紐西蘭國會並無權力單方面通過紐埃的法案。紐西蘭負責其外交及國防事務，但必須聽從其意見並經其同意。不過紐埃仍然擁有獨自與其他國家開展外交的權力，並且參與世界衛生組織等國際機構。根據紐埃憲法，紐埃國王代表一職由紐西蘭總督兼任。

### 屬地

#### 托克勞
托克勞是由紐西蘭所管轄的屬地。紐西蘭於托克勞的代表，托克勞行政長官，有權力推翻托克勞議會所通過的法案。托克勞於2006年及2007年所舉行的自治公投案均遭到否決。

#### 罗斯属地
羅斯屬地是紐西蘭在南極的屬地，然而其範圍目前仍與美國涉及領土糾紛。
| 领土     | 国家元首   | 君主代表   | 政府首腦     | 立法機關     | 行政中心                                                 | 人口      | 面積 （km²） | 備註                         | 皇家旗 | 國旗 | 国徽 |
| -------- | ---------- | ---------- | ------------ | ------------ | -------------------------------------------------------- | --------- | ------------ | ---------------------------- | ------ | ---- | ---- |
| 新西兰   | 紐西蘭君主 | 新西兰总督 | 新西兰总理   | 紐西蘭眾議院 | 惠灵顿                                                   | 4,414,400 | 268,680      | 劃分為16個省和查塔姆群島領地 | 无     |      |      |
| 庫克群島 | 紐西蘭君主 | 國王代表   | 库克群岛总理 | 库克群岛议会 | 阿瓦鲁阿                                                 | 21,388    | 236          | 新西兰的聯繫邦               | 无     |      |      |
| 纽埃     | 紐西蘭君主 | 新西兰总督 | 纽埃总理     | 纽埃议会     | 阿洛菲                                                   | 2,145     | 260          | 新西兰的聯繫邦               | 无     |      |      |
| 托克勞   | 紐西蘭君主 | 托克劳乌鲁 | 托克劳乌鲁   | 托克劳议会   | 无首府，政府驻地轮流设于阿塔富、法考福、努库诺努三个环礁 | 1,405     | 10           | 新西兰属地                   | 无     |      |      |
| 罗斯属地 | 紐西蘭君主 | 新西兰总督 | 属地行政長官 | 紐西蘭眾議院 | 斯科特基地                                               | 1,000     | 450,000      | 新西兰的南极属地             | 无     |      |      |

## 行政區劃
| 行政區劃     | 行政區劃                | 行政區劃                    | 行政區劃       | 行政區劃   | 行政區劃              | 行政區劃          | 行政區劃          | 行政區劃          |
| ------------ | ----------------------- | --------------------------- | -------------- | ---------- | --------------------- | ----------------- | ----------------- | ----------------- |
| 大英國協王國 | 紐西蘭王國              | 紐西蘭王國                  | 紐西蘭王國     | 紐西蘭王國 | 紐西蘭王國            | 紐西蘭王國        | 紐西蘭王國        | 紐西蘭王國        |
| 國家／國土   | 新西兰                  | 新西兰                      | 新西兰         | 新西兰     | 庫克群島 · （聯繫邦） | 纽埃 · （聯繫邦） | 托克勞 · （屬地） | 罗斯属地 （屬地） |
| 大區         | 11大區 （非單一管理區） | 5大區 5郡2市 （單一管理區） | 查塔姆群岛領地 | 3離島      | 庫克群島 · （聯繫邦） | 纽埃 · （聯繫邦） | 托克勞 · （屬地） | 罗斯属地 （屬地） |
| 郡市         | 56郡13市                | 5大區 5郡2市 （單一管理區） | 查塔姆群岛領地 | 3離島      | 庫克群島 · （聯繫邦） | 纽埃 · （聯繫邦） | 托克勞 · （屬地） | 罗斯属地 （屬地） |

備註
- 部份郡市位於兩個以上省境內。
- 單一管理區將地方及郡市兩級行政區合併。
- 查塔姆群島領地由查塔姆群島議會管轄。
- 紐西蘭域外領土是不在地方政府管轄範圍內的離島，包括克馬德克群島、三王群島及亞南極群島。
- 庫克群島及纽埃是紐西蘭的聯繫邦國。
- 托克勞是由紐西蘭管轄的國土。
- 羅斯屬地是紐西蘭在南極的屬地。

## 未來方面
2016年的一项民意调查显示，59%的人口支持将新西兰的政体从君主制转变为共和国，并由新西兰的居民担任国家元首。如果新西兰成为共和国，它将保留罗斯属地和托克劳作为附属领土，新西兰王国将在沒有新西兰、羅斯屬地和托克勞的情況下继续存在。这不会成为新西兰共和国的法律障碍，庫克群島和紐埃都將保持與新西兰的聯繫國地位。1977年《公民身份法》在新西兰立法中规定的居留权和公民权不会改变。
然而，如果新西兰成为一个共和国。库克群岛和纽埃岛将有许多关于新西兰王国未来的选择：
- 与新西兰保持自由联系，但保留紐西蘭君主作为国家元首的地位；
- 以“共和制”的新西兰元首為國家元首，並成為獨立國家；
- 拥有自己的国家元首，但保留与新西兰自由联合的地位。[16]

## 外部連結
- （英文） Letters Patent (New Zealand Department of Prime Minister and Cabinet)
- （英文） Cook Islands （页面存档备份，存于） (NZ Ministry of Foreign Affairs)
- （英文） Niue（页面存档备份，存于） (NZ Ministry of Foreign Affairs)
- （英文） Tokelau (NZ Ministry of Foreign Affairs)
- （英文） Ross Dependency (New Zealand  Ministry of Foreign Affairs)

40°54′48.65″S 172°26′29.06″E / 40.9135139°S 172.4414056°E